# Westflügel Verlag
Der Westflügel Verlag ist ein deutscher Verlag für Reiseführer, Reiseliteratur und Sachbücher mit Sitz in Essen.

## Verlagsprofil
Der Westflügel Verlag wurde 2005 von Ulrike Katrin Peters und Karsten-Thilo Raab als GbR gegründet. Zum Verlagsprogramm gehören neben Reiseführern, bei denen der Fokus auf kleineren Zielen wie Liechtenstein, der Isle of Man, Nordirland sowie verschiedenen Inseln wie Borkum, Bornholm, Kos oder Thassos, liegt, auch Sachbücher, Romane und humoristische Literatur. Neben klassischen Büchern bietet der Westflügel Verlag auch E-Books an.
Ergänzend betreibt der unabhängige Verlag seit 2011 online das Mortimer Reisemagazin. In dem kostenfreien Online-Reisemagazin finden sich in Wort, Bild und Videos Reportagen, Berichte und Nachrichten zu Destinationen weltweit, die von einem erfahrenen Team von Reisejournalisten tagesaktuell zusammengestellt werden.